# Ray C. Osborne
Raymond Claiborne „Ray“ Osborne (* 7. September 1933 in Winston-Salem, North Carolina; † 3. März 2011 in Boca Raton, Florida) war ein US-amerikanischer Politiker. Zwischen 1969 und 1971 war er Vizegouverneur des Bundesstaates Florida.

## Werdegang
Über die Jugend und Schulausbildung von Ray Osborne ist nichts überliefert. Nach einem anschließenden Jurastudium und seiner Zulassung als Rechtsanwalt begann er in diesem Beruf zu arbeiten. Gleichzeitig schlug er als Mitglied der Republikanischen Partei eine politische Laufbahn ein. Zwischen 1969 und 1971 war er an der Seite von Claude Roy Kirk Vizegouverneur des Staates Florida und Vertreter des Gouverneurs. Dieses Amt wurde damals nach einer Reform der Staatsverfassung wieder neu eingeführt. Im Jahr 1888 war es nach einer früheren Verfassungsreform abgeschafft worden. Die Vizegouverneure hatten bis 1888 nach der alten Staatsverfassung auch den Vorsitz im Senat von Florida. Unter der Verfassung von 1968 wird dieses Amt von einem Staatssenator ausgeübt.
Nach dem Ende seiner Zeit als Vizegouverneur praktizierte Ray Osborne wieder als Anwalt. Er starb am 3. März 2011 in Boca Raton.